# انجمن منتقدان فیلم سیاتل
انجمن منتقدان فیلم سیاتل (انگلیسی: Seattle Film Critics Society) که در سال ۲۰۱۶ تأسیس شد، یک سازمان منتقدان فیلم با حضور ۳۱ روزنامه‌نگار چاپی، رادیویی، تلویزیونی و اینترنتی از انتشارات مستقر در سیاتل و مناطق اطراف ایالت واشینگتن است.